# São Bernardino
São Bernardino est une ville brésilienne située dans la mésorégion Ouest de Santa Catarina, dans l'État de Santa Catarina.

## Géographie
São Bernardino se situe par une latitude de 26° 28′ 12″ sud et par une longitude de 52° 57′ 52″ ouest, à une altitude de 540 mètres.
Sa population était de 2 679 habitants au recensement de 2010. La municipalité s'étend sur 145 km2.
Elle fait partie de la microrégion de Chapecó, dans la mésorégion Ouest de Santa Catarina.

## Administration
La municipalité est constituée d'un seul district, siège du pouvoir municipal.

## Villes voisines
São Bernardino est voisine des municipalités (municípios) suivantes :
- Campo Erê
- Saltinho
- São Lourenço do Oeste